# Rhodanthe tietkensii
Rhodanthe tietkensii là một loài thực vật có hoa trong họ Cúc. Loài này được (F.Muell.) Paul G.Wilson miêu tả khoa học đầu tiên năm 1992.